# قصة بدي هولي (فلم)
قصة بدي هولي (بالإنجليزية: The Buddy Holly Story) هو فيلم سيرة ذاتية تم إنتاجه في الولايات المتحدة وصدر في سنة 1978.

## بطولة
- غاري بوسي

### ترشيحات وجوائز
| السنة | الحدث  | الفئة               | النتيجة  |
| ----- | ------ | ------------------- | -------- |
|       | أوسكار | أفضل موسيقى تصويرية | فـــــوز |

## الميزانية والإيرادات
بلغت تكلفة إنتاج الفيلم حوالي 9 ملايين دولار بينما حقق أرباحا تقدر بـ 14,363,400 دولار.

## وصلات خارجية
- مقالات تستعمل روابط فنية بلا صلة مع ويكي بيانات

1. ↑  "IsHyperlinkQuery":true,"FilmId":3072,"Sort":"2-Film%20Title-Alpha","Search":"Basic"} "معلومات عن قصة بدي هولي (فيلم) على موقع awardsdatabase.oscars.org". awardsdatabase.oscars.org. مؤرشف من "IsHyperlinkQuery":true,"FilmId":3072,"Sort":"2-Film Title-Alpha","Search":"Basic"} الأصل في 2020-12-23. {{استشهاد ويب}}: تحقق من قيمة |مسار= (مساعدة)
2. ↑  "معلومات عن قصة بدي هولي (فيلم) على موقع themoviedb.org". themoviedb.org. مؤرشف من الأصل في 2014-09-13.
3. ↑  "معلومات عن قصة بدي هولي (فيلم) على موقع musicbrainz.org". musicbrainz.org.